# العلاقات البوسنية الكوستاريكية
العلاقات البوسنية الكوستاريكية هي العلاقات الثنائية التي تجمع بين البوسنة والهرسك وكوستاريكا.

## مقارنة بين البلدين
هذه مقارنة عامة ومرجعية للدولتين:
| وجه المقارنة                                              | البوسنة والهرسك                                             | كوستاريكا                                 |
| --------------------------------------------------------- | ----------------------------------------------------------- | ----------------------------------------- |
| المساحة (كم2)                                             | 51.20 ألف                                                   | 51.10 ألف                                 |
| عدد السكان (نسمة)                                         | 3.51 مليون                                                  | 4.91 مليون                                |
| الكثافة السكانية (ن./كم²)                                 | 68.55                                                       | 96.09                                     |
| العاصمة                                                   | سراييفو                                                     | سان خوسيه                                 |
| اللغة الرسمية                                             | اللغة البوسنوية، اللغة الكرواتية، اللغة الصربية             | اللغة الإسبانية                           |
| العملة                                                    | مارك بوسني                                                  | كولون كوستاريكي                           |
| الناتج المحلي الإجمالي (بليون دولار)                      | 18.17 مليار                                                 | 57.06 مليار                               |
| الناتج المحلي الإجمالي (تعادل القوة الشرائية) بليون دولار | 41.35 مليار                                                 | 74.98 مليار                               |
| الناتج المحلي الإجمالي الاسمي للفرد دولار أمريكي          | 4.25 ألف                                                    | 11.26 ألف                                 |
| الناتج المحلي الإجمالي للفرد دولار أمريكي                 | 10.43 ألف                                                   | 14.92 ألف                                 |
| مؤشر التنمية البشرية                                      | 0.733                                                       | 0.766                                     |
| رمز المكالمات الدولي                                      | +387                                                        | +506                                      |
| رمز الإنترنت                                              | .ba                                                         | .cr، قائمة نطاقات المستوى الأعلى للإنترنت |
| المنطقة الزمنية                                           | توقيت وسط أوروبا، ت ع م+01:00، ت ع م+02:00، أوروبا/سراييفو ‏ | 00                                        |

## منظمات دولية مشتركة
يشترك البلدان في عضوية مجموعة من المنظمات الدولية، منها:
| علم المنظمة | اسم المنظمة                               | تاريخ انضمام البوسنة والهرسك | تاريخ انضمام كوستاريكا |
| ----------- | ----------------------------------------- | ---------------------------- | ---------------------- |
|             | الاتحاد البريدي العالمي                   | ?                            | ?                      |
|             | يونسكو                                    | 2 يونيو 1993                 | 19 مايو 1950           |
|             | البنك الدولي للإنشاء والتعمير             | 25 فبراير 1993               | 8 يناير 1946           |
|             | وكالة ضمان الاستثمار متعدد الأطراف        | 19 مارس 1993                 | 8 فبراير 1994          |
|             | الاتحاد الدولي للاتصالات                  | 20 أكتوبر 1992               | 13 سبتمبر 1932         |
|             | مؤسسة التمويل الدولية                     | 25 فبراير 1993               | 20 يوليو 1956          |
|             | منظمة الشرطة الجنائية الدولية             | ?                            | ?                      |
|             | الأمم المتحدة                             | 22 مايو 1992                 | 2 نوفمبر 1945          |
|             | مؤسسة التنمية الدولية                     | 25 فبراير 1993               | 30 يونيو 1961          |
|             | منظمة حظر الأسلحة الكيميائية              | ?                            | ?                      |
|             | المركز الدولي لتسوية المنازعات الاستشارية | 13 يونيو 1997                | 27 مايو 1993           |

## وصلات خارجية
- موقع وزارة الخارجية البوسنية
- موقع وزارة الخارجية الكوستاريكية